# Джейсон Біггс
Джейсон Метʼю Биґз (англ. Jason Matthew Biggs; нар. 12 травня 1978, Помптон-Плейнс, Нью-Джерсі) — американський актор, що став широко відомим після ролі у квадрології «Американський пиріг».

## Біографія
Биґз народився в сім'ї медсестри й менеджера судноплавної компанії в Нью-Джерсі.
Після ролі єврея Джима Левенстайна в «Американському пирозі», актор пожартував в одному з інтерв'ю, що у нього єврейський характер, хоча сам є нащадком італійців.

### Кар'єра
Биґз почав кар'єру у віці тринадцяти років. У 1991 році він дебютував в серіалі Drexell's Class на телеканалі Fox. У тому ж році Биґз дебютував на Бродвеї у постановці Conversations with My Father, це допомогло йому взяти участь в опері World Turns. За ці ролі він отримав нагороду «Еммі».
У 15 років його взяли на постійну роль в популярну мильну оперу «Як обертається світ». Він знімався в ній два сезони (1994-95) і завоював номінацію на телевізійну премію «Дайджест мильних опер».
Через все це Биґз не зміг закінчити коледж. Один семестр він навчався в Нью-Йоркському університеті, потім пішов звідти й спробував продовжити навчання в університеті Монтклер штату Нью-Джерсі. Там Биґз протримався всього кілька тижнів. До цього часу вже закінчився його контракт на телебаченні. Биґз вирішив відправитися в Голлівуд, де в 1997 році отримав свою першу кінороль у фільмі «Канікули з Елвісом Преслі».
Відразу ж після приголомшуючого успіху «Американського пирога», номінованого на Blockbuster Entertainment Awards і MTV Movie Awards, Биґз почав багато зніматися. Крім того, він уклав ексклюзивний контракт з Miramax Films і одночасно — угоду на розробку нових проектів з 20th Century Fox Television.
Через досить схожу зовнішність Джейсона часто порівнюють з відомим актором Адамом Сендлером, наприклад про їх схожість згадується у фільмі «Американський пиріг: Всі в зборі».

### Особисте життя
Биґз рішуче відкидав недвозначні пропозиції юних прихильниць, кількість яких стала активно збільшуватися після прем'єри «Американського пирога», зберігаючи вірність своїй дівчині — Джені Молен. У січні 2008 року вони заручилися, а вже 23 квітня того ж року одружилися. У подружжя є син — Сид Молен — Биґз (нар. 15.02.2014). Нині пара живе в Лос-Анджелесі.

## Фільмографія

### Фільми
| Рік  |     | Українська назва                                | Оригінальна назва                   | Роль                                            |
| ---- | --- | ----------------------------------------------- | ----------------------------------- | ----------------------------------------------- |
| 1991 | мф  |                                                 | Mike Mulligan and His Steam Shovel  | хлопчик                                         |
| 1991 | ф   | До біса собачого                                | The Boy Who Cried Bitch             | Роберт                                          |
| 1997 | ф   |                                                 | Camp Stories                        | Еббі                                            |
| 1999 | ф   | Американський пиріг                             | American Pie                        | Джим Левенстейн                                 |
| 1999 | ф   | Детройт – місто року                            | Detroit Rock City                   | студент/хлопець у червоному спортивному костюмі |
| 2000 | ф   | Хлопці та дівчата                               | Boys and Girls                      | Гантер / Стів                                   |
| 2000 | ф   | Невдаха                                         | Loser                               | Пол Таннек                                      |
| 2001 | ф   | Врятувати невдаху                               | Saving Silverman                    | Даррен Сільверман                               |
| 2001 | ф   | Американський пиріг 2                           | American Pie 2                      | Джим Левенстейн                                 |
| 2001 | ф   | Джей і Мовчазний Боб завдають удару у відповідь | Jay and Silent Bob Strike Back      | сам себе                                        |
| 2001 | ф   | Нація прозаку                                   | Prozac Nation                       | Рейф                                            |
| 2003 | ф   | Американський пиріг 3: Весілля                  | American Wedding                    | Джим Левенстейн                                 |
| 2003 | ф   | Дещо ще                                         | Anything Else                       | Джеррі Фолк                                     |
| 2004 | ф   | Дівчина з Джерсі                                | Jersey Girl                         | Артур Брікмен                                   |
| 2005 | ф   | Хлопець Ікс                                     | Guy X                               | Руді Спруанс                                    |
| 2006 | ф   | Фарс пінгвінів                                  | Farce of the Penguins               | невпевнений пінгвін                             |
| 2006 | ф   | Білий полон                                     | Eight Below                         | Чарлі Купер                                     |
| 2006 | ф   | Одружуся з першою-ліпшою                        | Wedding Daze                        | Андерсон                                        |
| 2007 | кф  |                                                 | The Glitch                          | Алан                                            |
| 2008 | ф   | Наречена з того світу                           | Over Her Dead Body                  | Ден                                             |
| 2008 | ф   | Дівчина мого найкращого друга                   | My Best Friend's Girl               | Дастін                                          |
| 2008 | ф   | Нижча освіта                                    | Lower Learning                      | Том Вілломан                                    |
| 2009 | кф  | Викрадення Кейтлінн                             | Kidnapping Caitlynn                 | Макс                                            |
| 2010 | ф   | Пам'ятай мене                                   | Remember Me                         | Джим Левенстейн                                 |
| 2010 | кф  | Третє правило                                   | The Third Rule                      | Дон                                             |
| 2011 | ф   | Найкращі друзі та дитина                        | Life Happens                        | Сергій                                          |
| 2012 | ф   | Кандидат                                        | Grassroots                          | Філ Кемпбелл                                    |
| 2012 | ф   | Американський пиріг: Знову разом                | American Reunion                    | Джим Левенстейн                                 |
| 2016 | ф   | Все по-дорослому                                | Amateur Night                       | Гай Картер                                      |
| 2017 | ф   | Ким ми стали                                    | Who We Are Now                      | Вінс                                            |
| 2017 | ф   | Мій друг – диктатор                             | Dear Dictator                       | містер Спайнс                                   |
| 2019 | ф   | Джей та Мовчазний Боб: Перезавантаження         | Jay and Silent Bob Reboot           | сам себе                                        |
| 2020 | ф   | Об'єкт зйомки                                   | The Subject                         | Філ Вотерхаус                                   |
| 2021 | док |                                                 | Woodstock 99: Peace, Love, and Rage | сам себе                                        |
| 2023 | ф   | Найкраще. Різдво. У житті!                      | Best. Christmas. Ever.              | Роб Сандерс                                     |
| 2024 | ф   | Фільм в 4:30                                    | The 4:30 Movie                      | будівельник                                     |

### Телебачення
| Рік       |    | Українська назва                    | Оригінальна назва                 | Роль                            |
| --------- | -- | ----------------------------------- | --------------------------------- | ------------------------------- |
| 1991—1992 | с  | Класс Дрексела                      | Drexell's Class                   | Віллі Транкас                   |
| 1994—1995 | с  | Як обертається світ                 | As the World Turns                | Піт Вендалл                     |
| 1997      | с  | Абсолютна безпека                   | Total Security                    | Роббі Розенфельд                |
| 2001      | с  | Шоу Енді Діка                       | The Andy Dick Show                | сам себе                        |
| 2002      | с  | Не в центрі                         | Off Centre                        | Рік Стів                        |
| 2004      | с  | Фрейзер                             | Frasier                           | доктор Гаук                     |
| 2004      | с  | Вулиця Сезам                        | Sesame Street                     | сам себе                        |
| 2005      | с  | Вілл і Грейс                        | Will & Grace                      | малюк Гленн                     |
| 2006      | с  | Blowin' Up                          | сам себе                          |                                 |
| 2007      | тф |                                     | I'm in Hell                       | Нік                             |
| 2011      | с  | Божевільне кохання                  | Mad Love                          | Бен Парр                        |
| 2012—2013 | с  | Гарна дружина                       | The Good Wife                     | Ділан Стек                      |
| 2012—2014 | мс | Черепашки Ніндзя                    | Teenage Mutant Ninja Turtles      | Леонардо                        |
| 2012      | с  | 8 із 10 кішок                       | 8 Out of 10 Cats                  | сам себе                        |
| 2013—2019 | с  | Помаранчевий — хіт сезону           | Orange Is the New Black           | Ларрі Блум                      |
| 2014      | с  | Ніч ігор в Голлівуді                | Hollywood Game Night              | сам себе                        |
| 2014      | с  | Ледар                               | Deadbeat                          | Рід Келлі                       |
| 2016      | с  |                                     | Nightcap                          | сам себе                        |
| 2017      | с  | Хороша боротьба                     | The Good Fight                    | Ділан Стек                      |
| 2017      | тф | Злий ангел                          | Angry Angel                       | сам себе                        |
| 2018      | с  | Шоу Венді Вільямс                   | The Wendy Williams Show           | сам себе                        |
| 2019      | с  | Холостячка                          | The Bachelorette                  | сам себе                        |
| 2020      | с  | У меншості                          | Outmatched                        | Майк Беннетт                    |
| 2020      | с  | Співак у масці                      | The Masked Singer                 | запрошений експерт              |
| 2020      | с  | У меншості                          | Outmatched                        | Майк Беннетт                    |
| 2021      | с  |                                     | Cherries Wild                     | сам себе                        |
| 2021      | с  |                                     | Jason Biggs' Cash At Your Door    | сам себе                        |
| 2022      | с  | Закон і порядок: Спеціальний корпус | Law & Order: Special Victims Unit | детектив Енді Парлато-Голдштейн |

## Нагороди
| Рік  | Нагорода                             | Категорія                                            | Номінація                        | Результат |
| ---- | ------------------------------------ | ---------------------------------------------------- | -------------------------------- | --------- |
| 1995 | Денна премія «Еммі»                  | Найкращий молодий актор у драматичному серіалі       | Як обертається світ              | Номінація |
| 1995 | Дайджест мильних опер                | Найкращий новачок у чоловічої ролі                   | Як обертається світ              | Номінація |
| 2000 | Blockbuster Entertainment Awards     | Найкращий актор - новачок                            | Американський пиріг              | Номінація |
| 2000 | MTV Movie & TV Awards                | Найкраще комедійне виконання                         | Американський пиріг              | Номінація |
| 2000 | MTV Movie & TV Awards                | Найкращий прорив року                                | Американський пиріг              | Номінація |
| 2000 | Teen Choice Awards                   | Choice Movie: Актор                                  | Американський пиріг              | Номінація |
| 2000 | Teen Choice Awards                   | Choice Movie: Хімія                                  | Американський пиріг              | Номінація |
| 2000 | Teen Choice Awards                   | Літо: сцена руйнування                               | Невдаха                          | Номінація |
| 2000 | Молодий Голлівуд                     | Найкращий акторський склад                           | Американський пиріг              | Перемога  |
| 2002 | MTV Movie & TV Awards                | Найкращий поцілунок (разом з Шоном Вільямом Скоттом) | Американський пиріг 2            | Перемога  |
| 2002 | MTV Movie & TV Awards                | Найкраща репліка                                     | Американський пиріг 2            | Номінація |
| 2002 | Teen Choice Awards                   | Choice Movie: Актор комедії                          | Американський пиріг 2            | Номінація |
| 2004 | Teen Choice Awards                   | Choice Movie: Hissy Fit                              | Американський пиріг 3: Весілля   | Номінація |
| 2004 | Teen Choice Awards                   | Choice Movie: Поцілунок (разом з Елісон Ганніґан)    | Американський пиріг 3: Весілля   | Номінація |
| 2005 | Міжнародний кінофестиваль у Таорміні | Найкращий актор                                      | Хлопець Ікс                      | Перемога  |
| 2012 | Teen Choice Awards                   | Choice Movie: Актор комедії                          | Американський пиріг: Знову разом | Номінація |
| 2014 | Супутник                             | Найкращий акторський склад                           | Помаранчевий — хіт сезону        | Номінація |
| 2015 | Премія Гільдії кіноакторів           | Найкращий акторський склад у комедійному серіалі     | Помаранчевий — хіт сезону        | Перемога  |
| 2020 | Брекенріджський кінофестиваль        | Найкращий актор                                      | Об'єкт зйомки                    | Перемога  |
| 2020 | Кінофестиваль у Сан-Антоніо          | Найкращий актор                                      | Об'єкт зйомки                    | Перемога  |
| 2020 | Фестиваль мистецького кіно в Лаудані | Найкращий актор                                      | Об'єкт зйомки                    | Перемога  |